# Vojtěch Brechler

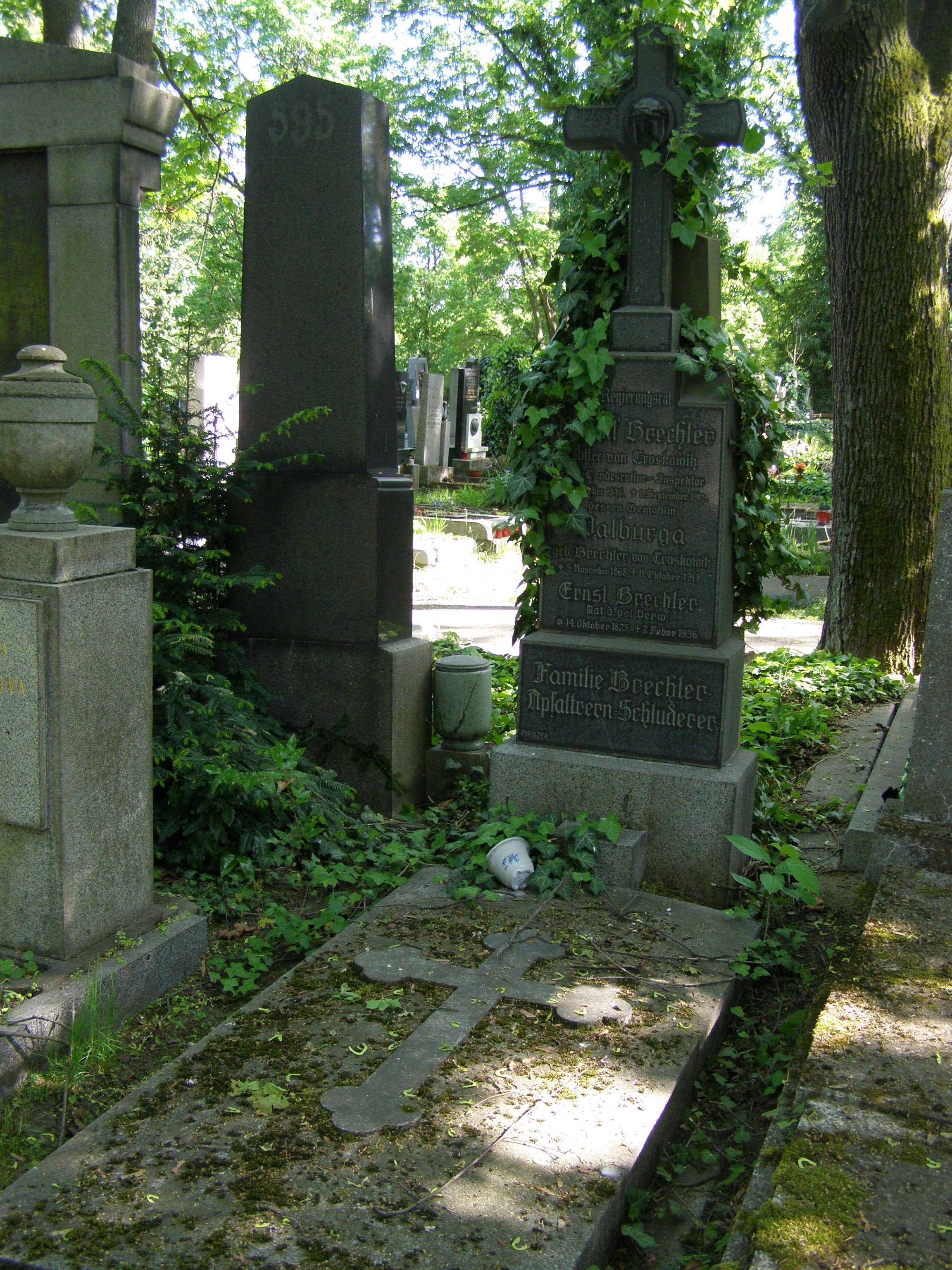
Hrob na hřbitově Malvazinky v Praze

Vojtěch Brechler, německy Adalbert Brechler (1. dubna 1826 Praha – 27. listopadu 1891 Smíchov), byl český malíř – krajinář a ilustrátor.

## Život
Pocházel ze staré umělecké rodiny, byl vnukem malíře šlechtických rodokmenů a synem dovedného portrétisty. Narodil se jako devátý a poslední potomek Václava Brechlera (1784 – 27. 10. 1864), jeho matkou byla Monika Uhlířová z Mirotic (* 1790).
Jeho otec brzy rozpoznal synův výtvarný talent a umožnil mu studium na pražské Akademii výtvarných umění v ateliéru krajinářské školy Antonína Mánesa, později u profesora Maxe Haushofera. Po revolučních událostech roku 1848 a obnovení absolutistického režimu v Čechách, hledal uplatnění v Uhrách. V roce 1854 přijal místo profesora kreslení na reálce v Pešti a setrval tam sedm let. Intenzivně maloval zdejší pusty a stal se vynikajícím interpretem zvláštního kouzla maďarské krajiny. Jeho realisticky koncipované obrazy zaujaly představitele vídeňského dvora, což mu umožnilo získat místo učitele kreslení dcer arcivévody Albrechta, posléze vyučoval i následníka trůnu Rudolfa Habsburského. Když se roku 1861 reálka v Pešti proměnila na ryze nacionální ústav, odešel do jihoslovanské Gorice, patřící tehdy do rakouského Přímoří. Splnilo se mu dávné přání cestovat po jadranském pobřeží a seznámit se s památkami Dalmácie. Za uměleckou a pedagogickou činnost mu v roce 1871 císař František Josef I. udělil titul c.k. dvorního malíře.
V roce 1872 se Vojtěch Brechler navrátil do vlasti, zastával úřad profesora na Vyšším německém staroměstském gymnáziu v Praze a zároveň se začal intenzivně věnovat knižní ilustraci. Jako zručný a dovedný kreslíř přispíval do řady obrázkových časopisů. Spolupracoval především se Světozorem, Zlatou Prahou a dalšími periodiky. Podílel se na ilustrování národopisného encyklopedického díla, Ottových Čech a spisů Z českého jihu, Na skandinávském severu aj. Při odchodu do výslužby roku 1885 byl vyznamenán Zlatým záslužným křížem.
Zemřel na Smíchově 27. listopadu 1891 ve věku 65 let na degeneraci srdce a zánět ledvin. Pohřben byl na hřbitově Malvazinky.

### Rodinný život
Dne 30. května 1849 se nesezdaným Adalbertu Brechlerovi a Kateřině Fischerové (*1825), dceři pražského krejčovského mistra, narodil syn Jaromír Adalbert, který zemřel 27. října 1849. Dne 9. února 1850 se Adalbert Brechler jako třiadvacetiletý v Praze s Kateřinou Fischerovou oženil. Podle policejní přihlášky se nejstarší dcera Isabella narodila v Praze v roce 1850. Dva synové, Josef a Eduard, se jim narodili v letech 1856 a 1857 během pobytu v Budapešti. Dcera Adéla se narodila roku 1862.

## Dílo
Vojtěch Brechler miloval přírodu; zvláštní zálibu nalézal v malbě lesních a parkových partií. Jeho stromy byly dokonale realisticky provedeny, zároveň si však zachovávaly romantické tajemství, což se líbilo uměnímilovné společnosti. Svými obrazy pravidelně obesílal pražské i zahraniční výstavy a jeho výtvarná díla byla mnohokrát oceněna. Pozornost odborníků poutaly především jeho technicky dokonale zvládnuté kresby, provedené v duchu dobového akademismu. Jako zručný kreslíř se také stal vyhledávaným ilustrátorem encyklopedických děl a obrázkových časopisů. Řadu jeho pláten zakoupila Krasoumná jednota v Praze, některá plátna putovala do New Yorku a řadu jeho děl si zakoupil rakouský císař Ferdinand V.
Jeho ilustrace se objevovaly ve Zlaté Praze a dalších časopisech. S Karlem Liebscherem spolupracoval jako kreslíř a ilustrátor na vydání rozsáhlé národopisné publikace Čechy, která vycházela v letech 1883 až 1908 v nakladatelství Jana Otty. V díle Šumava zachytil řadu motivů, například jihočeskou Kleť, Kájov, Chvalšiny nebo Blanský les. V poslední čtvrtině 19. století společně s turnovským znalcem lidové architektury Janem Prouskem (1857 – 1914) zajížděl malovat na Semilsko.

## Galerie

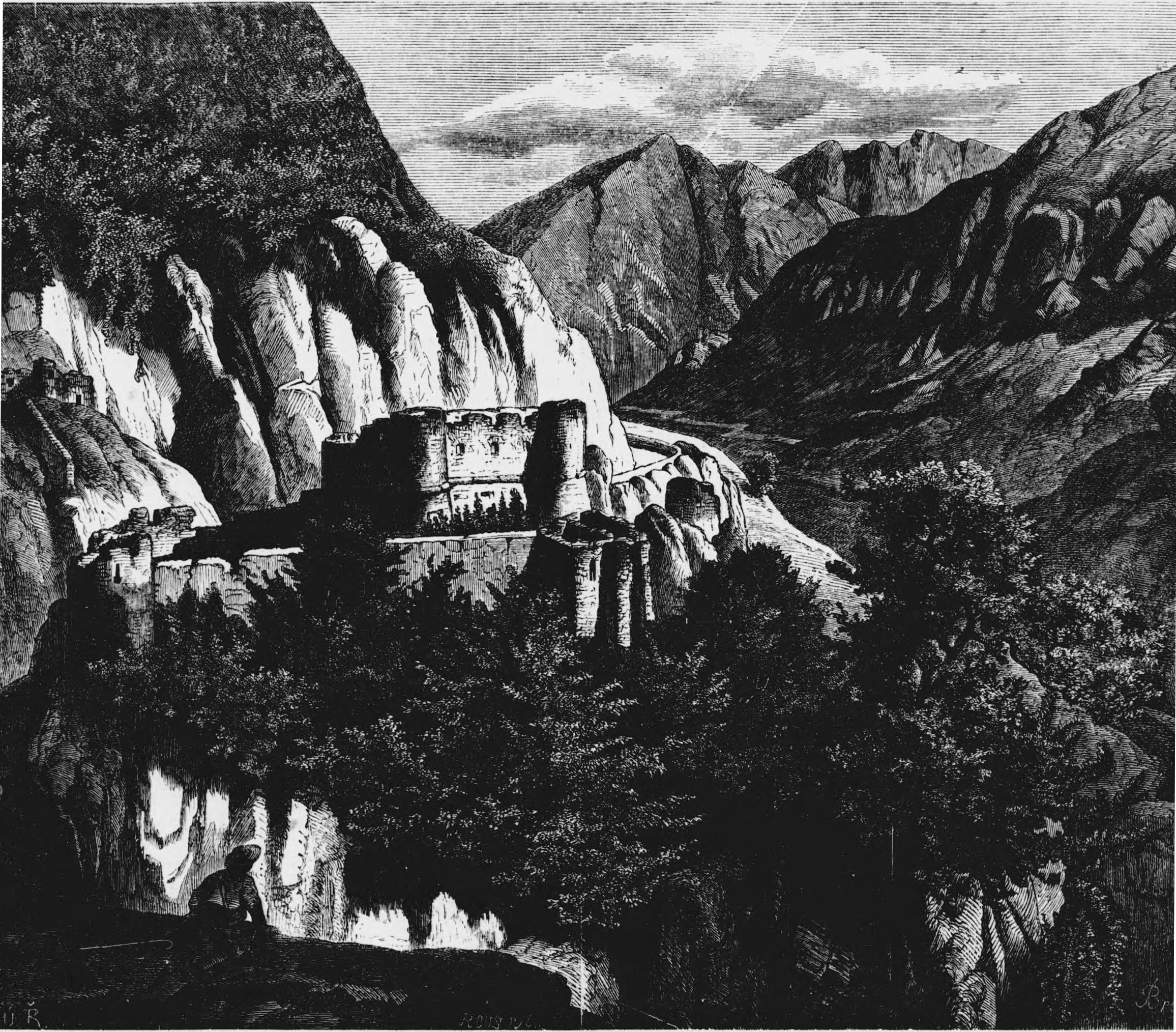
Vojtěch Brechler – Bovčanská kluža v Přímoří
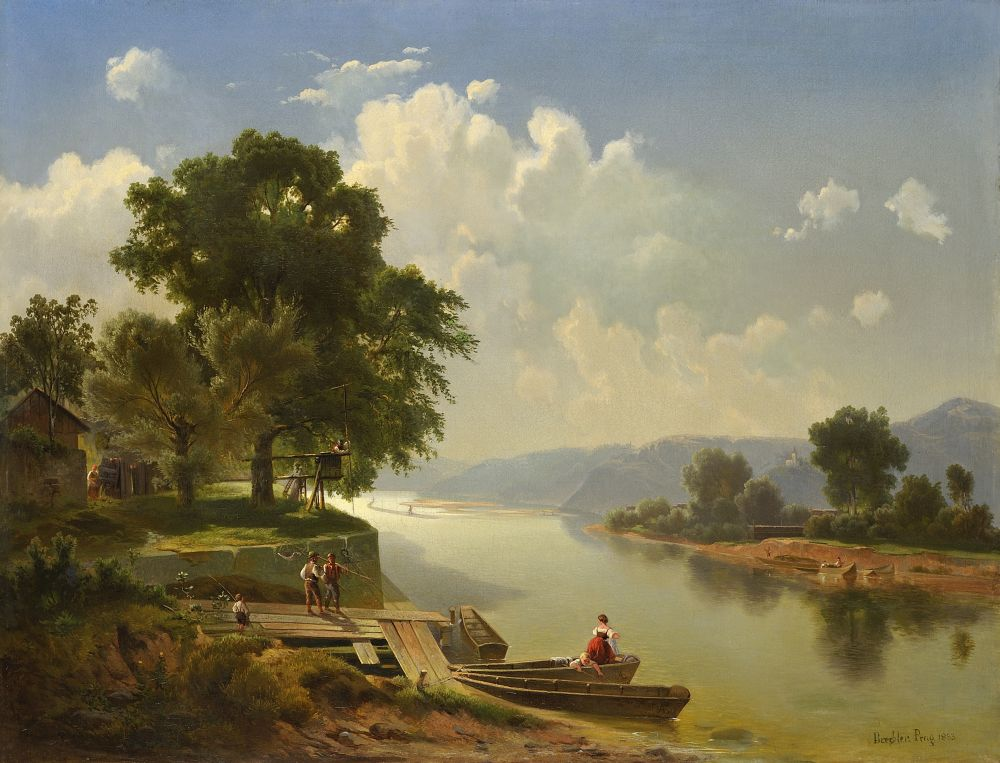
Vojtěch Brechler – Vltava od Prahy (1853)
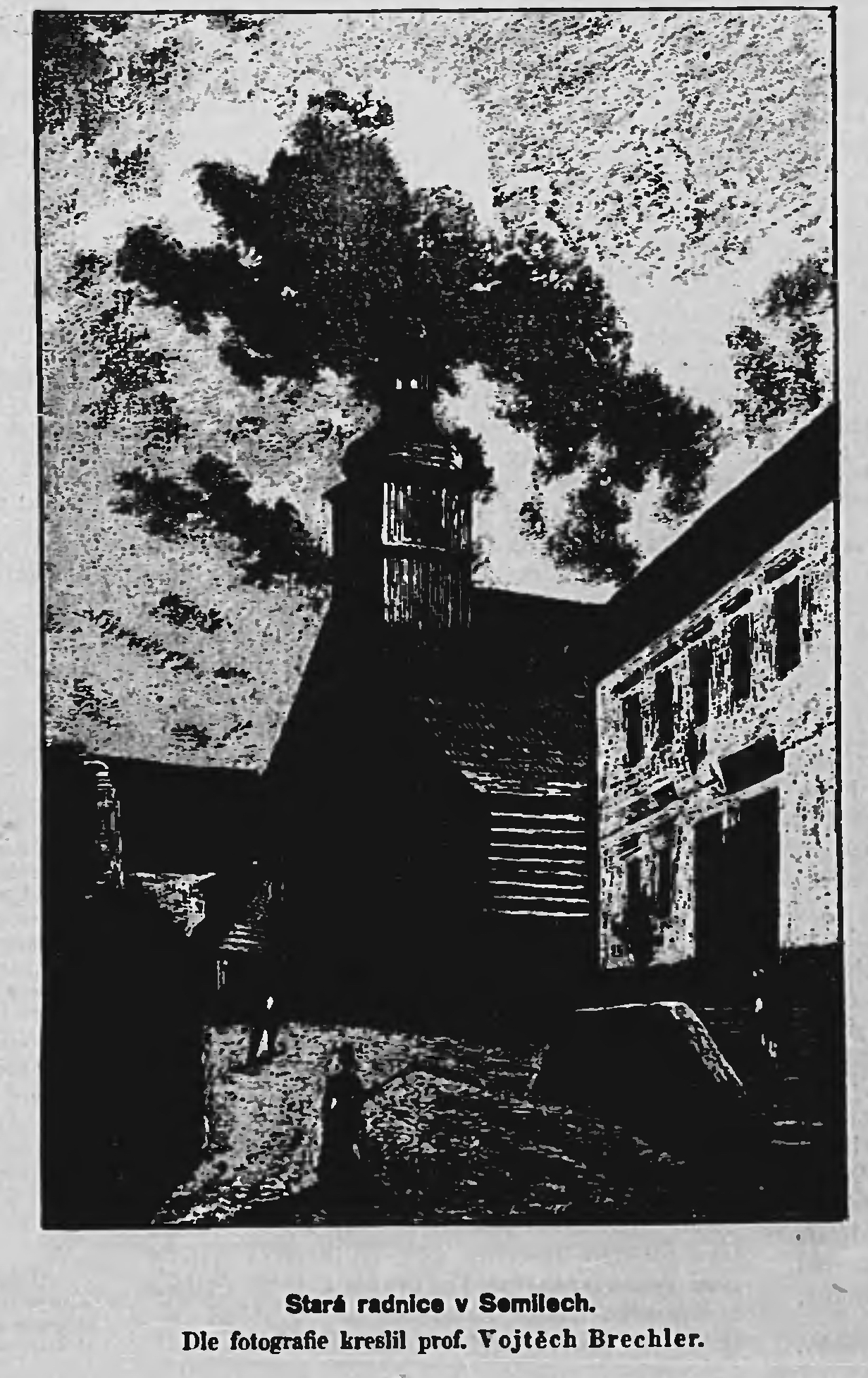
Vojtěch Brechler – stará radnice v Semilech
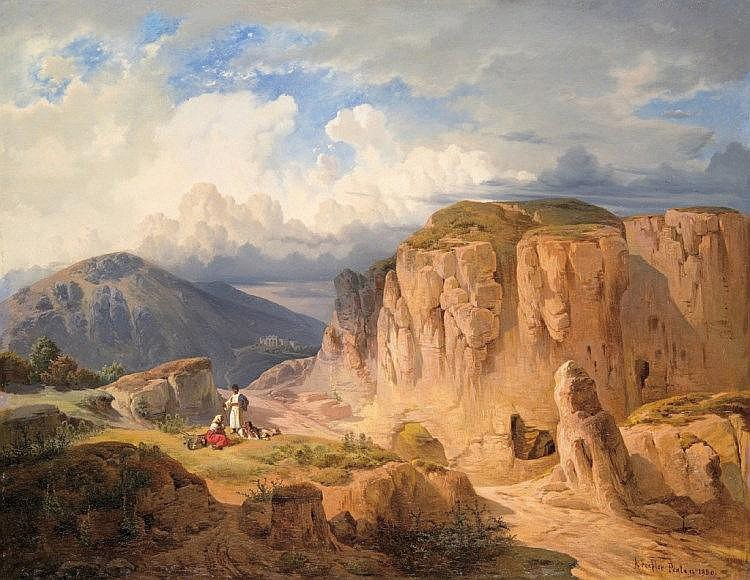
Vojtěch Brechler – skalnaté údolí (1850)

## Zajímavosti
Od roku 1880 žil Vojtěch Brechler na Smíchově. Byt si pronajal na tehdejší Kinského třídě, v empírovém domě čp. 43/13, tehdy s označením „č. 1.” Starý právovárečný dům, stojící na dnešní Štefánikově třídě, v němž se od roku 1871 vařilo pivo, patřil k nejhonosnějším stavbám Smíchova.
Monogram AB bývá někdy zaměňován s Aloisem Bubákem (Vojtěch a Adalbert jsou česká a německá verze téhož křestního jména a byly užívány souběžně).